# 雷河镇
雷河镇，是中华人民共和国湖北省襄阳市宜城市下辖的一个乡镇级行政单位。

## 行政区划
雷河镇下辖以下地区：
雷河社区、和平街社区、鄂西社区、东方社区、民主村、官堰村、新河村、辛常村、七里村、前锋村、廖河村、泉水村、胡耳村、新集村、和平村和季莲村。

## 交通
- 焦柳铁路：宜城南站